# Evangeliário de Godescalco

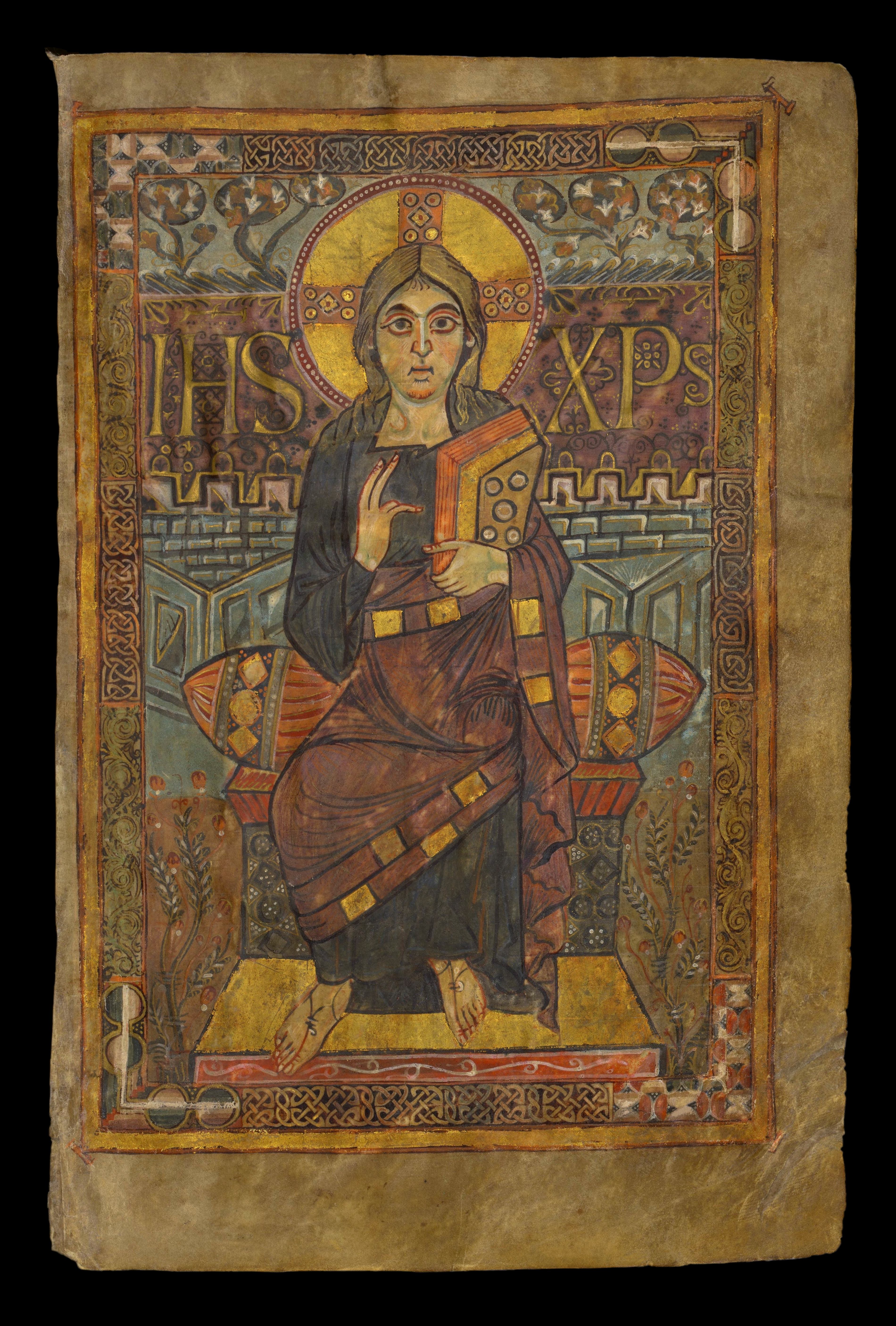
Cristo em majestade

O Evangeliário de Godescalco é um manuscrito iluminado medieval conservado na Biblioteca Nacional da França, em Paris, sob o número BN NA.lat.1203. 
O livro foi produzido em Aachen entre 781 e 783, por Godescalco, escriba do scriptorium mantido por Hildegarda de Saboia, esposa de Carlos Magno, para comemorar a viagem de Carlos Magno para a Itália, seu encontro com o papa Adriano I e o batismo de seu filho Pepino. 
O manuscrito é um dos primeiros exemplos de iluminura carolíngia, caracterizada por um naturalismo decorativo com a fusão de influências cristãs primitivas, bizantinas e insulares, fazendo uso de uma sugestão de tridimensionalidade nas figuras através de técnicas de sombreado.
O texto dos Evangelhos foi escrito com tinta de ouro e prata, distribuído em 127 folhas de pergaminho púrpura com seis iluminuras, mostrando os quatro Evangelistas, Cristo em majestade e a Fonte da Vida, e faz um inovador emprego de letras minúsculas. 